# Maximiliano Méndez
Maximiliano Ángel Méndez (Koluel Kayke, 31 ottobre 1995) è un calciatore argentino, difensore del Dep. Paraguayo.

## Caratteristiche tecniche
È un terzino destro.

## Carriera
Cresciuto nel settore giovanile del Sarmiento (J), ha esordito in prima squadra il  2 aprile 2017 disputando l'incontro di Primera División pareggiato 2-2 contro il Rosario Central.